# Lepidasthenia strelkovi
Lepidasthenia strelkovi  (лат.) — вид морских многощетинковых червей семейства Polynoidae из отряда Phyllodocida.

## Распространение
Тихий океан: Тонкинский залив. Lepidasthenia strelkovi найден на глубине 46 м.

## Описание
Ширина тела около 1,7 мм (без параподий). Передняя пара глаз крупнее задних. Пальпы заострённые. Элитры прозрачные, примерно одинакового размера. Нотоподиальных щетинок нет. Сегментов около 120.. Пальпы гладкие Циррофоры и элитрофоры короткие. Нотоподия недоразвитая. Головная лопасть с тремя щупальцами (одно медиальное и два латеральных). Простомиум разделён медиальным желобком на две части. Параподии двуветвистые. Все щетинки (сеты) простые
.